# Sempervivum calcareum
Sempervivum calcareum là một loài thực vật có hoa trong họ Crassulaceae. Loài này được Jord. miêu tả khoa học đầu tiên năm 1849.